# Victor Andersson
Gabriel Victor David Gonçalves Andersson (Danderyd, 22 ottobre 2004) è un calciatore svedese, centrocampista o attaccante dell'AIK.

## Biografia
È nato in Svezia da madre brasiliana e padre per metà svedese e per metà guatemalteco.

## Carriera

### Club
Dopo aver militato nelle giovanili di numerosi club dilettantistici svedesi — tra cui un quadriennio trascorso nel settore giovanile dell'Hammarby tra il 2015 e il 2019, seguito da un breve periodo al Vasalund nel 2019 — nel 2020 è passato alle giovanili del Djurgården.
Nel 2021 si è trasferito nel settore giovanile dell'AIK, club con cui quell'anno ha vinto il titolo nazionale Under-17. Ha esordito in prima squadra il 4 settembre 2022 nella partita della massima divisione svedese vinta per 4-0 contro il GIF Sundsvall. Il successivo 10 ottobre ha firmato il suo primo contratto professionistico, sottoscrivendo un accordo quinquennale fino al 31 dicembre 2027. Quell'anno è stato premiato come centrocampista dell'anno del campionato Under-19, in cui è stato anche il terzo miglior marcatore con 17 reti in 21 partite.
Ha segnato il suo primo gol da professionista il 17 marzo 2024, quando al 90+6’ minuto ha riaperto, con la rete dell'1-1, il derby contro il Djurgården valido per la semifinale della Coppa di Svezia 2023-2024, poi perso ai calci di rigore. La sua prima rete in Allsvenskan è arrivata invece l'11 maggio 2025, nella vittoria casalinga per 2-1 sul Mjällby. Si è ripetuto tre giorni dopo, segnando un gol e fornendo un assist nel 3-3 in trasferta contro l'Häcken.

### Nazionale
Ha giocato nelle nazionali giovanili svedesi Under-19 ed Under-21.

## Statistiche

### Presenze e reti nei club
Statistiche aggiornate al 4 maggio 2025
| Stagione        | Squadra         | Campionato      | Campionato | Campionato | Coppe nazionali | Coppe nazionali | Coppe nazionali | Coppe continentali | Coppe continentali | Coppe continentali | Altre coppe | Altre coppe | Altre coppe | Totale | Totale | Totale |
| Stagione        | Squadra         | Comp            | Pres       | Reti       | Comp            | Pres            | Reti            | Comp               | Pres               | Reti               | Comp        | Pres        | Reti        | Pres   | Reti   |        |
| --------------- | --------------- | --------------- | ---------- | ---------- | --------------- | --------------- | --------------- | ------------------ | ------------------ | ------------------ | ----------- | ----------- | ----------- | ------ | ------ | ------ |
| 2022            | AIK             | A               | 1          | 0          | CS+CS           | 0               | 0               | -                  | -                  | -                  | -           | -           | -           | 1      | 0      |        |
| 2023            | AIK             | A               | 2          | 0          | CS+CS           | 0               | 0               | -                  | -                  | -                  | -           | -           | -           | 2      | 0      |        |
| 2024            | AIK             | A               | 18         | 0          | CS+CS           | 1+1             | 1+0             | -                  | -                  | -                  | -           | -           | -           | 20     | 1      |        |
| 2025            | AIK             | A               | 4          | 0          | CS+CS           | 3+0             | 1+0             | UECL               | -                  | -                  | -           | -           | -           | 7      | 1      |        |
| Totale carriera | Totale carriera | Totale carriera | 25         | 0          |                 | 5               | 2               |                    | -                  | -                  |             | -           | -           | 30     | 2      |        |